# Cernadelo
Cernadelo ist eine Gemeinde (Freguesia) im portugiesischen Kreis (Concelho) von Lousada. In ihr leben 762 Einwohner (Stand 30. Juni 2011).

## Geschichte
Der heutige Ort entstand vermutlich während der Wiederbesiedlungen im Verlauf der Reconquista. In den königlichen Erhebungen von 1258 wurde Cernadelo als eigene Gemeinde geführt, jedoch existierte hier bereits im 11. Jahrhundert ein Kloster.

## Kultur und Sehenswürdigkeiten
Die einschiffige Gemeindekirche Igreja Paroquial de Cernadelo (nach ihrem Schutzpatron auch Igreja de São Tiago, dt.: Jakobskirche) stammt aus dem 16. Jahrhundert.
Das kleine Landgut Casa do Casal ist von Weinbergen und Baumbestand umgeben. Mit dem Parque de Merendas verfügt die Gemeinde zudem über einen kleinen Ausflugspark, der Gelegenheit zu Picknicks und Spaziergängen am Fluss Amial bietet.